# Bulbophyllum maleolens
Bulbophyllum maleolens là một loài phong lan thuộc chi Bulbophyllum.